# Subarashiki Hibi ~ Furenzoku Sonzai ~
Subarashiki Hibi ~Furenzoku Sonzai~ (também conhecido como Wonderful Everyday ~ Down the Rabbit Hole ~), abreviado como Subahibi é uma Visual Novel do gênero Denpa desenvolvido pela KeroQ. Foi lançada para computadores Windows em 2010 e recebeu um lançamento internacional pela Frontwing em 2017 seguido de uma campanha no Kickstarter. É o quarto jogo da KeroQ e é considerado um retelling da Visual Novel Tsui no Sora, com sua história expandida.

## Jogabilidade
O jogo requer mínima interação do jogador, já que grande parte da experiência é dedicada a ler o texto que aparece nos balões de diálogo — como é típico de Visual Novels. Certo números de escolhas existem, no qual podem implicar em diferentes rotas da narrativa a serem seguidas. Ler todas as rotas é estritamente necessário para prosseguir a narrativa para o próximo capítulo. O balão de texto — como é convencional de Romances Visuais — se encontra na parte inferior da tela.

## Narrativa
Subahibi consiste de sete capítulos diferentes, com seus títulos inspirados no livro Alice através do espelho. Muitos dos capítulos se passam na vizinhança de Suginomiya em Tokyo e contam as diferentes perspectivas dos personagens sobre os eventos fictícios do universo de Julho, no ano de 2012. Um prólogo desconexo com a narrativa tem seu foco no relacionamento de Yuki Minakami com Zakuro e as irmãs Wakatsuki —  Tsukasa e Kagami — no qual o jogador pode escolher com quem se romantizar.
Sete anos antes do início da história principal, o jovem Tomosane Mamiya vivia uma vida pacífica na vila de Sawaimura, com sua meia-irmã Hasaki, além de Yuki Minakami — uma estudante de um dojo próximo — enquanto se afasta da mãe de Hasaki, Kotomi Sasami. Kotomi teve um caso com um líder de um culto com o objetivo de dar à luz ao "Salvador" — resultando no nascimento de Hasaki ao lado de seu irmão, Takuji.
O líder considerou que nenhum dos dois poderia ser o salvador e expulsou Kotomi do culto. Kotomi instrui Takuji a matar Hasaki, pois ela acredita que sua morte restaurará os poderes de Takuji — Hasaki sobrevive a tentativa de assasinato, mas Yuki morre ao tentar salvá-la. Takuji é esfaqueado e morto acidentalmente por Tomosane. O trauma do incidente faz com que Tomosane desenvolva um transtorno dissociativo de personalidade, momento em que ele introjeta as personalidades de Yuki e Takuji, de cuja perspectiva certos capítulos são mostrados.
Kotomi, lamentando a morte de Takuji, cria Tomosane como se fosse Takuji. Takuji é vítima de um bullying severo que eventualmente se resulta em um estupro; fazendo com que a personalidade de Tomosane ressurgisse, embora acreditasse que ele é uma personalidade alternativa de Takuji sem memória de seu passado. Tomosane acredita que deve apagar Takuji para que Yuki se torne a personalidade dominante. Para isso, ele intimida Takuji, tentando fazê-lo desaparecer.
Takuji conhece e se apaixona por uma garota chamada Zakuro Takashima, no qual Yuki também conhece e namora brevemente. Zakuro, por sua vez, sofre bullying de vários alunos da escola. Zakuro acaba sofrendo um estupro coletivo, e após isso, conhece duas garotas que a convencem de que elas devem ter uma experiência de quase morte para evitar um apocalipse que se aproxima. O ritual resulta na morte de todas as três meninas. Takuji testemunha a morte de Zakuro, o que o traumatiza ainda mais e muda sua personalidade. Tomosane novamente tenta apagar Takuji, mas é derrotado e desaparece. Yuki fica sabendo da morte de Zakuro no dia seguinte e investiga. Takuji descobre a profecia apocalíptica de Zakuro escrita em sua mesa, e isso o motiva a realizar seus desejos de morte.
Yuki acaba descobrindo um fórum de discussão onde os alunos teorizam sobre a morte de Zakuro. O administrador do fórum em sí é Takuji — algo que Yuki não saberia — e que mais tarde anuncia à classe que a morte de Zakuro foi um presságio do apocalipse que se aproxima, alegando que serão perdoados pelo espírito de Zakuro se o seguirem, ele recruta seus colegas para um culto e os ordena a cometer vários crimes diferentes. Tomosane reassume o controle de seu corpo e tenta parar Takuji, mas falha novamente. Yuki, sofrendo amnésia dissociativa, fica confusa com os impactos das ações de Takuji. Takuji obriga os membros do culto a pular do telhado em um suicídio ritualístico. Hasaki tenta evitar que o corpo de Tomosane caia, e Tomosane, agora lembrando a verdade de seu passado, assume o controle novamente, momento em que amortece sua queda.
No capítulo Jabberwocky I, o jogador tem a opção de ter um romance com Tomosane, Yuki, Hasaki, ou até mesmo ninguém. Dependendo da escolha, segue-se um dos três finais:
- Hill of Sunflowers

Tomosane sobrevive a sua queda. Um ano depois, ele revisita Sawaimura com Hasaki e Yuki. Eles refletem sobre suas memórias de Sawaimura, e Hasaki expressa ciúme de Yuki por cortejar o amor de Tomosane.
- Wonderful Everyday

Hasaki e Tomosane visitam Kotomi e refletem sobre seu papel no incidente.
- End Sky II

Considerado o verdadeiro final do jogo. Yuki acorda no telhado do colégio de Kita, saudada por Ayana. Yuki questiona Ayana sobre o que aconteceu com Tomosane, ao que Ayana responde enigmaticamente.

Um epílogo segue Tomosane e Yuki, que ainda está compartilhando o corpo de Tomosane após os eventos de Hill of Sunflowers . Yuki cria sentimentos românticos com Tomosane, tais que ele inicialmente rejeita pois teme que ela desapareça, mas eventualmente, eles se comprometem após confidenciar seus sentimentos. Yuki garante a Tomosane que ela nunca vai desaparecer, e eles prometem viver sempre juntos.

## Personagens

#### Yuki Minakami(水上 由岐,Minakami Yuki)
Dublagem: Rino Kawashima
Yuki é a protagonista da história de Down the Rabbit-Hole. Uma garota não convencional, com aspectos góticos e um gosto por cigarros desconhecidos; ela se considera antissocial apesar de ter aptidão para se dar bem com outras meninas (e para intimidar os meninos). É uma fã de literatura clássica que passa grande parte do dia lendo no telhado da escola. Como resultado da administração de um kobudou dojo por seu avô, ela é uma artista marcial habilidosa. Mais tarde, é revelado que Yuki compartilha seu corpo com Takuji e Tomosane, e que sua personalidade foi introjetada por Tomosane depois que ela morreu salvando Hasaki nos eventos de Jabberwocky II.

#### Takuji Mamiya(間宮 卓司,Mamiya Takuji)
Dublagem: Shin Sayama
Takuji é o protagonista do capítulo It's my Own Invention, é um menino tímido, otaku, mas com uma grande perversão por trás de sua personalidade. Takuji gagueja quando fala com os outros, raramente vai às aulas e passa a maior parte do tempo em um esconderijo secreto que construiu. Takuji tem grandes recaídas e é viciado em pornografia — a tal ponto que se masturba na mesa de Zakuro após sua morte; além de ter episódios de ilusões. Ele passa por uma profunda transformação após testemunhar a morte de Zakuro, levando-o a recrutar seus colegas para um culto apocalíptico. Ele é na verdade uma personalidade alternativa de Tomosane, introjetada após a morte do Takuji original em Jabberwocky II.

#### Zakuro Takashima(高島 ざくろ,Takashima Zakuro)
Dublagem: Sui Suzumiya
A protagonista do capítulo Looking-Glass Insects, Zakuro é uma garota da classe vizinha de Yuki. Tímida, com tendência a se dispersar, ela é alvo frequente de pegadinhas e bullying do resto de sua classe. Ela considera Tachibana Kimika sua amiga, embora seu relacionamento com ela seja frequentemente conturbado. Depois de ser submetida a um estupro coletivo, Zakuro perde a noção da realidade e participa de um suicídio em grupo, acreditando que uma experiência de quase morte despertará poderes incríveis que ela possuía em uma vida anterior. O testemunho de Takuji sobre a morte dela o traumatiza e coloca o resto da trama em movimento. Em uma das rotas de Looking-glass Insects, Zakuro se torna amante de Kimika.

#### Tomosane Yuuki(悠木 皆守,Yūki Tomosane)
Dublagem: Isuke Natsumura
Tomosane é o protagonista dos capítulos Jabberwocky e Jabberwocky II. Considerado o lutador mais forte da escola, ele governa seus elementos mais desagradáveis e também é uma fonte de pavor para Takuji, a quem contesta com frequência. Ele trabalha de meio período como pianista, e tem uma amizade com Yuki Minakami. Mais tarde, é revelado que a verdadeira identidade de Tomosane Yuuki é Tomosane Mamiya, o meio-irmão mais velho de Hasaki, e que Yuki e Takuji são personalidades alternativas que ele introjetou depois que seus colegas do mundo real morreram. Em um dos ramos de Jabberwocky, Tomosane e Hasaki se envolvem romanticamente em um relacionamento incestuoso.

#### Hasaki Mamiya(間宮 羽咲,Mamiya Hasaki)
Dublagem: Komugi Nishida
Hasaki Mamiya é a protagonista do capítulo Which Dreamed It e é irmã de Takuji. É uma garota quieta que carrega um coelho de pelúcia aonde quer que vá. Sete anos antes, Hasaki foi vítima de um incidente violento na aldeia de Sawaimura, onde sua mãe ordenou que seu irmão gêmeo a matasse, um evento que a traumatizou e a deixou magoada após o desaparecimento da personalidade de Tomosane.

Kimika Tachibana (橘 希実香, Tachibana Kimika)
Dublagem: Minami Hokuto
Kimika é uma garota da mesma classe que Zakuro - considerada sua amiga, embora tenha traído-a e a trate com frieza na tentativa de aliená-la muitas vezes. Assim como Zakuro, ela é alvo frequente de bullying e após a morte de Zakuro, ela se torna a seguidora devotada de Takuji e o persegue romanticamente. Ela é um interesse amoroso em potencial para Zakuro na narrativa ramificada de Looking-Glass Insects e interesse romântico principal de Mamiya Takuji em It's My Own Invention. Seu nome é — de fato — uma referência a química.

Ayana Otonashi (音無 彩名, Otonashi Ayana)
Dublagem: Mia Naruse
Ayana é uma garota misteriosa que normalmente é encontrada pelos vários protagonistas do jogo no telhado da escola. Ela fala de forma enigmática e frequentemente faz referências literárias e piadas estranhas que os outros acham mais perturbadoras do que divertidas. Suas conversas geralmente dizem respeito ao evento do "Céu do Fim" (End Sky / Tsui no Sora). Ela mostra ter poderes telepáticos e precognitivos, embora a fonte dessas habilidades e sua verdadeira natureza nunca sejam explicadas. Em algumas teorias de fãs, Ayana é considerada a leitora da história de Subahibi, juntamente ao jogador.

## Recepção
Subarashiki Hibi possúi avaliações Muito Positivas na plataforma de jogos Steam. É considerada uma das Visual Novels mais aclamadas do gênero Denpa, e ganhou o prêmio de bronze na categoria geral do Moe Game Awards 2010, assim como o prêmio de ouro na categoria de Arte de Cenário. Yuki Minakami foi eleita a 4º melhor personagem dos jogos do mesmo ano pela Getchu.com. Escrevendo para Hardcore Gamer, Marcus Estrada deu uma crítica positiva, elogiando a complexidade da história e a qualidade da arte, porém notou que uma parte significativa do jogo constituía um "manicômio absoluto de imagens cruéis" — referindo-se as imagens e aspectos mais repulsivos do jogo. Embora o título tenha sido fortemente recomendado com uma pontuação de 4,5/5 e um incentivo para saber o mínimo possível, os leitores foram advertidos a "estarem preparados para qualquer coisa" devido à extremidade do conteúdo.
No Brasil, o jogo começou a receber uma grande atenção nas comunidades de Visual Novels durante e após a pandemia, principalmente em plataformas como o Twitter — devido a páginas como a VisualNovelRN fazendo mais sucesso. Memes envolvendo as personagens do jogo em ligações com a instituição de estudo FATEC são comuns na comunidade brasileira do jogo. O Youtuber Steendy também foi responsável por popularizar o jogo para um público mais amplo com sua resenha no ano de 2022.